# Siler lewaense
Siler lewaense är en spindelart som beskrevs av Prószynski, Deeleman-Reinhold 20. Siler lewaense ingår i släktet Siler och familjen hoppspindlar. Inga underarter finns listade i Catalogue of Life.